# George M. Cohan
George Michael Cohan (3 de julho de 1878 — 5 de novembro de 1942), conhecido profissionalmente como George M. Cohan, foi um artista de entretenimento dos Estados Unidos, com diversas atividades como dramaturgo, compositor, ator, cantor, dançarino e produtor teatral. Cohan começou sua carreira artística na infância, trabalhando com seus pais e sua irmã no vaudeville como um membro do grupo "The Four Cohans." Já escreveu canções e números artísticos, atingindo um total de cerca de 500 canções ao longo de sua vida. Entre as suas canções populares incluem "   Over There", "Give My Regards to Broadway", "The Yankee Doodle Boy" e "You're a Grand Old Flag". 
Sepultado no Cemitério de Woodlawn.